# Metzger
Metzger és una concentració de població designada pel cens dels Estats Units a l'estat d'Oregon. Segons el cens del 2000 tenia 3.354 habitants.

## Demografia
Segons el cens del 2000, Metzger tenia 3.354 habitants, 1.500 habitatges, i 831 famílies. La densitat de població era de 1.750 habitants per km².
Dels 1.500 habitatges en un 26,3% hi vivien nens de menys de 18 anys, en un 43% hi vivien parelles casades, en un 8,5% dones solteres, i en un 44,6% no eren unitats familiars. En el 35,1% dels habitatges hi vivien persones soles el 10,7% de les quals corresponia a persones de 65 anys o més que vivien soles. El nombre mitjà de persones vivint en cada habitatge era de 2,23 i el nombre mitjà de persones que vivien en cada família era de 2,92.
Per edats la població es repartia de la següent manera: un 22,4% tenia menys de 18 anys, un 7,7% entre 18 i 24, un 35,6% entre 25 i 44, un 23,5% de 45 a 60 i un 10,8% 65 anys o més.
L'edat mediana era de 36 anys. Per cada 100 dones de 18 o més anys hi havia 97,8 homes.
La renda mediana per habitatge era de 41.361 $ i la renda mediana per família de 57.159 $. Els homes tenien una renda mediana de 40.139 $ mentre que les dones 28.023 $. La renda per capita de la població era de 24.121 $. Aproximadament el 4,2% de les famílies i el 7% de la població estaven per davall del llindar de pobresa.

## Poblacions més properes
El següent diagrama mostra les poblacions més properes.